# كبة حلب
كبة حلب وهو اسم خاص بالعراقيين يطلقونه على الكبة المصنوعة من الأرز.

## أصل التسمية
وسميت كبه حلب نسبه إلى التجار العراقيين الذين كانوا يسافرون بين العراق وحلب ويأخذوها معهم للطريق لأنها لا تفسد سريعآ.

## المكونات والتحضير
تتكون من الرز المهروس مع حبه بطاطا مسلوقة وكركم. تعجن الحشوة تتكون من اللحم المفروم والبصل المقطع ونومي بصره والكشمش حسب الرغبة وبهارات كبه. تلف عجينه الرز دوائر أو بشكل الكبة العاديه واضافه القليل من الحشوة بداخلها وتقلى بالزيت الغزير.